# Dias Latinos
Dias Latinos is een Amersfoorts festival, dat geheel in het teken staat van de Latijns-Amerikaanse en Caribische cultuur. Op het festival staat muziek en dans uit regio centraal, aangevuld met film, kunst, eten en drinken.   

## Het festival
Het festival wordt georganiseerd door Stichting Dias Latinos en vindt elk jaar in de zomer plaats in de binnenstad van Amersfoort. Het festival is gratis toegankelijk en vindt plaats op vrijdag, zaterdag en zondag. In de beginjaren van het festival was dit altijd in augustus, maar sinds 2017 is Dias Latinos in het eerste weekend van juli. In 2017 werd het festival nieuw leven ingeblazen, nadat het enkele jaren was verdwenen uit de Amersfoortse binnenstad. Sinds dat jaar is er een compleet nieuw bestuur en is Jörgen Raymann bij het festival betrokken als festivaldirecteur. In 2021 neemt musicus Lucas van Merwijk deze functie over. Vanaf dat jaar kent het festival een aantal nieuwe onderdelen waaronder een concours met de daaraan verbonden Dias Latinos Award, het Dias Latinos Dance Congres en een jaarlijks wisselend festival-thema met een daaraan gekoppelde Artist in Residence.

## Viva la Vida
Onder de noemer Viva la Vida, dus vier het leven, besteedt Dias Latinos aandacht aan de peilers bewustwording, innovatie en educatie. Deze maatschappelijke thema's worden ingevuld door workshops, lessen, talentenprogramma's en speciale evenementen voor een specifieke doelgroep. 

### Fiësta
Onder de noemer Viva la Vida Fiësta wordt een apart festival gecreëerd voor een specifieke doelgroep. Deze doelgroep komt moeilijker naar het festivalweekend en krijgt daarom een feest op maat, op de vrijdagmiddag van het festivalweekend. In 2017 en 2018 vond Fiësta plaats in Flint theater in Amersfoort voor cliënten van Amerpoort, een organisatie voor mensen met een verstandelijke beperking. In 2019 wordt Fiësta georganiseerd voor eenzame ouderen, in samenwerking met woonzorgcentrum de Koperhorst wordt een festival op maat georganiseerd voor ouderen in de Amersfoortse wijk Schothorst en bewoners van het woonzorgcentrum.

### La Promesa
Talent wordt een podium geboden bij Viva la Vida la Promesa (de belofte). In 2018 werd onder deze noemer een talentenjacht georganiseerd, waarbij de winnaars in de categorie zang en dans tijdens het festivalweekend een optreden mochten verzorgen. In 2019 wordt onder de noemer La Promesa een masterclass georganiseerd voor latin talent. Ook wordt er opgetreden door studenten van Scholen in de Kunst tijdens het festival.

### Workshops
Tijdens het festivalweekend vinden workshops plaats, waaraan bezoekers deel kunnen nemen. Workshops verschillen per jaar en richten zich op Latijns-Amerikaanse dans en muziek.